# 한국의 불교 사상
본 문서 한국의 불교 사상은 한국에 전래된 불교에서 전개된 사상을 설명한다.
한국 불교의 특징으로는 호국 불교적 성격 · 통불교적 성격 · 자심(自心)을 밝히는 것을 중시한다는 점의 세 가지를 들 수 있다. 이러한 특징적 성격들은 4세기경 삼국 시대에 불교가 전래된 이래 오랜 시간을 흐르면서 불교가 한국에 토착화되면서 전개된 한국의 여러 불교 사상과 불가분의 관계에 있다.
4세기경 삼국 시대에 불교가 최초로 중국을 통해 전래되었을 때, 고구려 · 백제 · 신라의 삼국에서 불교는 모두 선인선과(善因善果)의 인과를 가르치는 새로운 종교로서뿐만 아니라 새로운 주술(呪術)로도 여겨져 토속 신앙인 무속 신앙과 융합되어 무속 신앙적인 성격을 가졌다. 또한 고대 국가 건설의 정신적인 기둥의 역할을 하는 호국 불교적 사상의 성격을 띄었다. 신라의 불국토 사상은 호국 불교 사상과 결부되어 삼국 통일의 밑거름이 되었다.
이후 남북국 시대의 신라에서는 불교 본연의 자세와 사상에 기반한 불교 연구가 깊어졌으며 중국 및 다른 나라의 불교 사상과는 구분되는 특징을 지닌 일심 사상 · 화쟁 사상 · 화엄 사상 · 유식 사상 · 정토 사상 · 밀교 사상 등이 성립되었다. 이 시대에 성립된 통불교(通佛敎)적 성격은 한국 불교 사상의 특징적인 성격 중 하나가 되었다. 이러한 성격을 지닌 한국의 불교 사상으로는 일심 사상 · 화쟁 사상 · 교관겸수 · 정혜쌍수 등이 있다.
원효의 일심 사상과 의천의 교관겸수도 자심(自心)을 밝히는 것을 중시하였지만,
남북국 시대 신라 말기에 선종 구산을 통해 성립된 후 고려 시대의 오교 양종 · 조선 시대의 선교 양종 · 현대의 조계종으로 이어지는 선종의 전통은 특히 그러하여 한국 불교의 특징적 성격 중의 하나인 자심(自心)을 밝히는 것을 중시하는 전통을 뚜렷이 형성하였다. 이러한 성격을 지닌 한국의 불교 사상으로는 일심 사상 · 교관겸수 · 정혜쌍수 · 돈오점수 · 돈오돈수 등이 있다.

## 개요
4세기경에 고구려 · 백제 · 신라가 처음에 받아들인 불교는 모두 선인선과(善因善果)의 인과를 가르치는 새로운 종교로서뿐만 아니라 갖가지 재앙과 불운을 없애고 복을 가져다 줄 수 있는 새로운 주술(呪術)로도 여겨졌는데 이런 주술적인 면은 재래의 샤머니즘적인 토속 신앙인 무속 신앙과 상통하였다. 이런 현상은 오늘날의 한국 불교에도 존재하는 것을 볼 수 있는데, 한국 불교가 토착화하는 과정에 있어 토속 신앙인 무속 신앙과의 융합은 적지 않은 비중을 차지하였다. 또한 3국의 지배층들은 모두가 새로운 지배 체제를 갖추어 왕권을 보다 강화함으로써 고대 국가를 이룩함에 있어 불교를 그 정신적인 기둥으로 삼았다. 이 때문에 한국 불교는 초기 수용 과정에서부터 종교적 차원과 국가적 차원의 한계가 분명치 않았다.
고구려에서는 5세기 후반부터 불교 연구가 활발하여져서 승랑(僧朗) · 실법사(實法師) · 인법사(印法師) 등이 삼론학계(三論學界)에서 명성을 떨쳐 부정(否定)의 논리를 전개하는 중도 사상(中道思想)을 밝혔으며, 또 중국으로부터 돌아오면서 의연(義淵)은 남도파 지론종(南道派 地論宗)의 사상을 소개했다. 그러나 고구려의 일반 국민들은 대개 불교 사상에 혼동을 일으키고 있었으니 미타 정토(彌陀淨土)와 미륵 정토(彌勒淨土)와의 혼동이 그것이었다.
백제는 성왕(聖王) 때 겸익(謙益)이 인도로부터 돌아온 것을 계기로 계율사상이 성하게 되었다. 중국 천태종(天台宗)의 제2조였던 혜사(慧思) 밑에서 법화삼매(法華三昧)와 관심법(觀心法)을 얻고 돌아온 현광(玄光)과 유학(留學)은 하지 않았어도 《속고승전(續高僧傳)》의 고승들 중의 한 명으로 나오는 혜현(惠現) 등이 법화사상(法華思想)과 삼론사상(三論思想)을 널리 편 일도 있었으나 백제의 불교는 극단적인 계율주의로 흘러 갔다.
신라는 3국 가운데서도 특히 불교를 국가통일의 정신적 원리와 국민사상으로 삼아 국가 정책에 적극 반영시켜 국가적 · 현실적인 이익을 종교적 사명보다 앞세웠다. 집단 훈련을 통해서 국가가 요청하는 이상국가의 역군을 기르기 위한 화랑제도가 진흥왕 때 창설된 것도 그 중 하나였다. 화랑은 서민들을 교화하는 미륵의 화신으로 받들어졌다. 신라의 왕족은 스스로의 골품을 불교 사상으로 정화하여 신성가족(神聖家族)이라는 골품상의 관념을 세웠다. 진사상(眞思想)이라는 것은 바로 이것을 가리키는 말이다.
이러한 국가 불교와 왕실 불교 육성의 뚜렷한 지도자는 원광(圓光)과 자장(慈藏)이었다. 수나라에서 신라인으로는 처음으로 섭론종(攝論宗)의 참신한 사상을 배우고 돌아온 원광은 《세속오계(世俗五戒)》와 《걸사표(乞師表)》를 지었을 뿐만 아니라, 《점찰선악업보경(占察善惡業報經)》을 통해 불교에 입각한 도덕관을 세웠다.  한편 자장에 의해 발전 및 대성하게 된 불국토 사상인 신라불국토설(新羅佛國土說)은 호국 사상과 결부되어 불교의 유통에 공헌한 점이 많았다.
이러한 때에 불교 본연의 자세를 세우려고 나섰던 혜숙(惠宿) · 혜공(惠空) · 대안(大安) · 원효(元曉) 등의 교화는 서민들이 자기의 의사와 결단으로 자기의 종교를 가지게 하였다. 특히 원효가 정토의 주된 뜻은 본래는 범부를 위한 것이지만 삼승(三乘)의 성인을 위한 것도 아우르고 있다는 "본위범부 겸위성인설(本爲凡夫兼爲聖人說)"을 외치며 널리 미타사상(彌陀思想)을 펼친 일은 신라에서 불교가 대중화되는 데 주도적인 역할을 했다.
신라의 경우 남북국 시대 전반기에 수많은 승려들이 국내외에서 활발하게 불교 사상을 연구했다. 그러나 이들 신라의 승려들은 중국의 경우와는 달리 어느 일가 또는 일파에 치우치지 않고 총화불교(總和佛敎)로서 통불교(通佛敎)적인 학풍을 세웠다. 이러한 통불교적 학풍의 대표적인 인물이 원효였다.
원효는 유가 사상(瑜伽思想)과 중관 사상(中觀思想) 등 모든 불교 사상을 하나의 이치("일심 사상 · 一心思想")로 귀납하여 자기분열 없이, 보다 높은 차원에서 불교 사상 체계를 세웠는데, 원효의 이러한 통불교적 조화 정신을 가리켜 화쟁 사상(和諍思想)이라 한다. 원효의 저작 중 《대승기신론소(大乘起信論)》와 《금강삼매경론(金剛三昧經論)》은 일심 사상을 잘 보여주는 핵심적인 저술이며, 《십문화쟁론(十文和諍論)》은 화쟁 사상을 잘 보여주는 핵심적인 저술이다. 《이장의(二障義)》 역시 원효의 불교사상을 잘 보여주는 대표작인데, 여기서 그는 신역(新譯)불교와 구역(舊譯)불교의 단혹설(斷惑說)을 서로 하나의 체계로 모순 없이 통합했다. 범부(凡夫)와 부처 간의 차이도 이를 선천적인 것으로 보지 않고 오직 시간적인 선후관계로 다루었던 것도 화엄 사상(華嚴思想)의 입장에서 오성각별설(五性各別說)을 지양시킨 것이었다. 원효의 저서로는 이 밖에 《대승기신론별기(大乘起信論別記)》·《범망경보살계본사기(梵網經菩薩戒本私記)》 등이 전하여 온다.
또 의상(義湘: 625-702)은 《화엄일승법계도(華嚴一乘法界圖)》·《백화도장발원문(白花道場發願文)》을 지어 특히 화엄 사상(華嚴思想)을 정통적으로 널리 폈다. 화엄 사상은 귀족사회에 크게 환영되었던 것이므로 원효나 의상 외에도 많은 승려들이 이를 연구하였다.
정토 사상(淨土思想)에 있어서는 태현(太賢) · 의적(義寂) · 법위(法位) 등이 나와서 정토 신앙의 이론적 근거를 제시하였다. 그러나 이들은 다 같이 원효의 학풍을 이어받아 《무량수경(無量壽經)》과 《관무량수경(觀無量壽經)》에 각각 설파된 10념(十念)을 서로 한 체계로 통합했을 뿐만 아니라 미륵계(彌勒系) 경전에 논술된 10념까지도 함께 묶었는데, 이러한 교의는 신라 정토 사상의 독특한 전통이 되었다.
일찍이 당나라에 들어간 원측(圓測: 613∼696)은 그곳에 오래 머물러 현장의 문하에서 유식학자(唯識學者)로서 일가를 세우고 서명학파(西明學派)를 이루었다. 서명학파는 정통파인 중국의 규기(窺基)와 그 후계자들로부터 이단시되었으나 원측의 《해심밀경소(解深密經疏)》는 오히려 그 양심적인 학풍이 인정되어 티베트어로 완역되기까지 하여 오늘날 유식사상사(唯識思想史)에 있어서 건실한 신라계 유식 사상으로 각광을 받고 있다. 신라 국내에서도 많은 유식학자들이 배출되어 태현의 《성유식론학기(成唯識論學記)》는 일본에까지 큰 영향을 미쳤다. 일본 나라 시대(奈良時代)의 범망보살계 사상(梵網菩薩戒思想)도 신라승들의 연구에 의한 것이었다.
이런 불교 사상의 연구와는 별개로 남북국 시대에는 밀교(密敎)가 새로 들어와 명랑(明朗) · 해일(海日) 등의 활약으로 밀교가 성행하게 되었고 밀교의 다라니(陀羅尼)가 널리 민간에 보급되었다.

## 이제합명중도설
이제합명중도설(二諦合明中道說)은 고구려의 승려인 승랑(僧朗: 6세기)이 제창한 인식 방법으로 그의 대표적인 사상이다. 중도(中道)는 불교의 궁극적인 진리를 의미하는데, 이 중도를 밝히는 방법으로 2제(二諦)를 합명(合明)하는 방법을 쓴 것을 이제합명중도설이라 한다. 2제란 세제(世諦)와 진제(眞諦)의 둘을 의미한다. 승랑은 모든 부처는 항상 2제에 의하여 설법했으며, 따라서 모든 경전은 2제를 벗어나지 않으며, 2제를 밝히면 모든 경전을 해득하게 된다고 주장하였다. 그리고 2제를 2종으로 나누어서 설명하고 있으나 결국은 비이(非二) · 비불이(非不二)를 제1의제(第一義諦)로 한다고 하였다. 이러한 학설은 중국에까지 영향을 미쳐, 승랑은 중국 삼론종의 제3대조가 되었다.

## 불국토 사상
불국토 사상(佛國土思想)은 신라의 승려인 자장(慈藏: 590-658)이 제창한 사상이다. 자장은 신라의 불교는 결코 새로운 종교가 아니며 신라는 과거세(過去世)부터 오늘에 이르기까지 불교와 인연(因緣) 깊은 이상국(理想國)이라고 주장했다. 이러한 뜻에서 자장은 왕에게 상주(上奏)하여, 백제의 아비지(阿非知)를 초청하여 황룡사(皇龍寺)에 9층의 거대한 목탑(木塔)을 세웠다. 이것은 일본 · 중국 · 말갈 등 9개국이 와서 항복하는 것과 삼국 통일을 부처에게 빌기 위한 것이었다. 삼국통일의 염원으로 9층탑을 황룡사에 세운 뜻은, 황룡사는 과거세의 가섭불(迦葉佛)이 설법한 곳이기도 하며 현재 범왕(梵王)의 명을 받들어 그의 장자(長子)인 호법룡(護法龍)이 인도의 찰제리종(刹帝利種)인 신라 국왕을 가호하기 위하여 이곳에 와 있다는 것이다. 이에 의하여 황룡사의 신라적 의미도 더욱 높아졌다. 뿐만 아니라 자장은 화엄경(華嚴經)에 설해진 문수 보살의 영장(靈場)인 오대산(五臺山)을 신라에 설정함으로써 신라가 불교 인연의 국토임을 선명(宣明)하였고, 이에 대한 신앙이 신라인의 생활에 부각되었다. 이와 같이 자장에 의하여 발전 · 대성한 신라 불국토 사상은 호국 불교 사상과 결부되어 불교의 유통과 일반 국민의 국가 사상을 고취시켰으며, 이러한 국민 사상이 신라에 의한 삼국 통일의 밑거름이 되었다.

## 호국 불교 사상
한국 불교에서 호국 불교 사상(護國佛敎思想)은 신라에 불교가 토착화하면서부터 시작되었다. 《인왕반야바라밀경(仁王般若波羅蜜經)》에 의거한 호국 불교 사상은 많은 의식(儀式)과 불사(佛事), 그리고 승려의 직접적인 전쟁 참여에까지 이르게 되었다. 《법화경》에 나타난 회삼귀일(會三歸一) 사상은 신라 · 백제 · 고구려 3국의 통일에 대한 역사적 현실에 있어서의 필연성과 정당성을 신라인의 가슴에 제공하였으며, 원효의 《법화경종요(法華經宗要)》는 삼국 통일의 결정적인 이념이기도 하였다.
본래 고구려의 승려였는데 신라에 귀화한 혜량(惠亮)은 진호국가(鎭護國家)를 위한 백고좌회(百高座會)와 팔관회(八關會)를 국가행사로서 주재하였고, 일본 · 중국 등 아홉 외적(外敵)을 진압하기 위하여 자장(慈藏)의 건의에 의하여 황룡사 9층탑이 건립되었다. 뿐만 아니라 명랑(明朗)법사의 건의로 사천왕사(四天王寺)를 지은 것은 삼국 통일의 상징처럼 되었다. 원광의 세속오계는 신라의 젊은이들에게 애국의 방향을 제시했고, 삼국 통일의 결정적 계기가 되었다고 할 수 있다.
이러한 호국 불교 사상은 신라 시대 이후에도 계속되었다. 고려 고종(高宗) 23년(1236)에 착수한 《고려대장경(高麗大藏經)》 판각 사업도 외적을 퇴치하기 위하여 국가와 국민이 단합하여 완성한 호국불사(護國佛事)이다. 임진왜란 때 왜적의 침략을 막기 위하여 일어선 서산(西山) · 사명(四溟)을 위시한 의승군(義僧軍)의 활약 역시 호국 불교 사상의 발로였다. 3 · 1 운동 때 민족대표 33인 중 백용성(白龍城) · 한용운(韓龍雲)의 두 고승이 참여함으로써 한국 불교의 호국 불교 사상은 현대에까지 계승되어 왔다. 이와 같은 호국 불교 사상은 다른 불교 국가에서는 거의 나타나지 않은 한국 특유의 불교 사상이다.

## 일심 사상
일심 사상(一心思想)은 신라의 승려인 원효(元曉: 617-686)가 제창한 사상으로, 그는 일심(一心)이야말로 만물의 주추(主樞)이며 일심의 세계가 불국토이며 극락이라고 보았고, 또한 대승(大乘) · 불성(佛性) · 열반(涅槃) · 제9식(第九識) 등은 일심의 다른 이름이라고 하였다.
원효의 일심 사상은 그의 저서 《금강삼매경론(金剛三昧經論)》과 《대승기신론소(大乘起信論疏)》에서 철저히 천명되어 있다. 원효는 인간의 심식(心識)을 깊이 통찰하여 9식설(九識說)에 의거하여 본각(本覺)에 돌아가는 것, 즉 환귀일심(還歸一心)을 궁극의 목표로 설정하고 6바라밀(波羅蜜)을 실천할 것을 강조하고 있다.  원효는 만법귀일(萬法歸一) · 만행귀진(萬行歸眞)을 굳게 믿고 자신의 사상과 생활을 이끌어 갔다.

## 화쟁 사상
신라의 승려인 원효(元曉: 617-686)는 어느 한 종파에 치우치지 않고 《화엄경》·《열반경》·《반야경》·《심밀경》·《미타경》·《능가경》 등 대승 불교 경전 전체를 섭렵하여 그 뜻을 깨우쳤다. 이러한 깨우침을 바탕으로 원효는 불교의 가르침 전체를 한 가지 이치에 귀납하고 종합 · 정리하여 내적 분열이 없는 보다 높은 입장에서 불교 사상 체계를 세웠다. 이러한 그의 조화적인 불교 사상을 화쟁 사상(和諍思想)이라고 한다. 원효의 저서인 《십문화쟁론(十門和爭論)》은 이러한 화쟁 사상을 잘 보여주는 그의 핵심적인 저술이다. 원효는 《십문화쟁론(十門和爭論)》에서 여러 다른 불교 교의를 10문(十門)으로 모아 정리하고 회통(會通)함으로써 일승 불교(一乘佛敎)의 건설을 위한 논리적 근거를 제시했다. 원효의 이와 같은 통불교적 귀일사상은 한국 불교에 커다란 영향을 끼쳤다.

## 무애 사상
무애 사상(無碍思想)은 어디에도 걸림이 없는 자유인에 대한 사상으로 원효(元曉: 617-686)의 주장과 생활에서 잘 나타난다. 원효는 "아무것에도 구애됨이 없는 사람은 나고 죽음에서 벗어난다(一切無碍人 一道出生死)"라고 말함으로써 무애 사상을 표현하였다. 원효는 부처와 중생을 둘로 보지 않았으며, "무릇 중생의 마음은 융통하여 걸림이 없는 것이니, 태연하기가 허공과 같고 잠잠하기가 오히려 바다와 같으므로 평등하여 차별상이 없다"고 하였다. 그는 철저한 자유인으로서, 그 어느 종파에도 치우치지 않고 보다 높은 차원에서 일승(一乘)과 일심(一心)을 주장했다.

## 화엄 사상
한국 불교에서 화엄 사상(華嚴思想)을 체계적으로 전한 사람은 신라의 승려인 의상(義湘: 625-702)이다. 그는 원효와 동시대의 인물로, 중국의 지엄(知嚴)화상에게 7년간 화엄종을 공부하고 돌아와 해동 화엄종의 초조(初祖)가 되었다.
의상의 화엄 사상(華嚴思想)은 그의 저술인 《화엄일승법계도(華嚴一乘法界圖)》에서 잘 나타난다. 《화엄일승법계도(華嚴一乘法界圖)》는 화엄의 종지인 해인 삼매(海印三昧)를 7언 30구 210자의 계송으로 요약하여 54각(角)의 굴곡으로 도시한 것으로서 그 처음과 끝을 중심으로 일치시킨 것이다. 의상은 "법성(法性)은 원융무애한 것이며, 모든 명상(名相)을 초월한 것이며, 하나와 다수, 다수와 하나가 서로 상즉상입(相卽相入)하고 있다"고 가르쳤다.
또한 의상은 자신의 저술인 《백화도장발원문(白花道場發願文)》에서, "화엄가(華嚴家)의 비로자나불을 그 본존(本尊)으로 하는 것이 당연하지만 세세생생(世世生生)으로 관음 보살(觀音菩薩)을 본사(本師)로 하겠다"고 하였으며, 또 화엄 사상과 미타 사상(彌陀思想)과의 융합에도 뜻을 두어 문무왕(文武王) 17년(677)에 영주 부석사(浮石寺)를 세우기도 했다.

## 유식 사상
신라계 유식 사상(唯識思想)은 신라의 승려인 원측(圓測: 613-696)에 의해 성립되었다.
중국 유식 사상의 정통파에 해당하는 규기(窺基)의 유식설은 고대 인도의 십대논사(十大論師) 중  호법(護法)의 설을 중심으로 하였으나 원측은 이와는 달리 안혜(安慧)의 설을 중심으로 하는 유식 사상을 세웠다. 원측의 유식 사상은 인도 유식학을 보다 충실하게 전한 것으로, 유식 사상사(唯識思想史)에서 건실한 신라계(新羅系) 유식 사상으로 오늘날 각광을 받고 있다.
유식학상의 과제인 행상(行相)을 다루는 데 있어, 규기는 행상(行相)을 주관의 심작용을 뜻하는 견분(見分)으로 보았으나 원측은 행상(行相)을 인식의 대상인 객관의 형상을 뜻하는 상분(相分)으로 보았다.
진제(眞諦)의 《구식의기(九識義記)》를 섭론사(攝論師)의 9식 사상(九識思想)과 결부시킨 것도 원측으로부터 비롯된 것이며, 5성각별설(五性各別說)을 고수한 규기와는 달리, 같은 유식학자이면서도 원측은 이승(二乘)을 정성이승(定性二乘)과 부정성이승(不定性二乘)으로 나누어 부정성이승도 성불(成佛)할 수 있다고 하였다. 이것은 천태종 · 화엄종 등의 일승 사상(一乘思想)과 조화시킨 것으로서 원측계학파의 사상적 특색이다.

## 계학
겸익(謙益: ?-?)은 백제 성왕 4년(526년)에 백제에 들어와 성왕의 환대를 받고 흥륜사(興輪寺)에 있으면서 명승 28명을 소집하여 율부 72권을 번역하였다. 당시에 중국에는 《오부율(五部律)》을 포함한 몇 가지 율부가 이미 번역되어 있었는데, 이 번역은 인도에서 직접 가져온 산스크리트어 경전을 번역했다는 점에서 의미가 있다. 겸익의 이러한 활동에 의해 예의와 의식에 치중하는 계율 중심의 백제 불교의 특징이 이루어졌다.
남북국 시대 신라의 계학(戒學)은 원효(元曉: 617-686) · 태현(太賢: 8세기 중엽) · 의적(義寂) 등의 고승에 의해서 발전을 보았다. 이들은 각각 모두 대승 계율인 《범망경(梵網經)》을 중심으로 하여 저술된 《범망경보살계본사기(梵網經菩薩戒本私記)》·《범망경고적기(梵網經古赤記)》·《범망보살계본소(梵網菩薩戒本疏)》를 남겼는데, 이것들로 볼 때 당시의 불교계는 대중들의 윤리생활에 관심이 컸던 것을 알 수 있다.
《범망경(梵網經)》에서 나오는 10중금계(十重禁戒) 가운데 그 제1살생계에 대하여, 의적은 그 동기에 의하여 선심(善心)에 의한 자비살생의 경우이거나 또는 그 결과에 있어서 무궁한 공덕을 가져온 살생의 경우라면 죄로 규정하지 않았다. 그러나 태현은 이 설에 전폭적으로 동의하지는 않았다. 또 자찬훼타계(自讚毁他戒)에 있어서 원효는 물질적으로 5전(錢) 이상을 바라는 마음만 있다면 자찬하거나 훼타하면 중죄(重罪)가 된다 하고, 반면, 태현은 자찬과 훼타의 두 행위가 합해야 중죄라고 했다. 당시 이들의 계학은 일본에 많은 영향을 주었으며, 일본 율종(律宗)의 학승인 청산(淸算) · 예존(叡尊) 등은 《범망경고적기》를 크게 애호하였다.

## 정토 사상
원효(元曉: 617-686)의 《무량수경종요(無量壽經宗要)》와 《유심안락도(遊心安樂道)》는 신라 정토 사상(淨土思想)의 개척적인 논저이다.
정토학의 핵심적인 문제 중 하나인 10념(十念)에 대하여 원효는 현료문(顯了門)의 10념과  은밀문(隱密門)의 10념이 있다고 하였다. 누구나 실천하기 쉬운 현료문의 10념은 《관무량수경(觀無量壽經)》에서 설한 "나무아미타불(南無阿彌陀佛)" 6자의 명호(名號)를 부르는 것으로 하고, 한편 실천하기 어려운 은밀문의 10념은 《미륵발문경》의 자심(慈心) 등의 10념이라 하였다. 또한, 《무량수경》에서 설한 10념은 은밀문과 현료문을 함께 설한 것이라 함으로써 《무량수경》과 《관무량수경》의 10념을 서로 한 체계 안으로 담아 넣었다. 특히 정토 사상에서 미륵계 경전에서 설한 10념을 아울러 다룬 것은 신라 정토사상의 전통이 되었다.
또한, 원효는 《관무량수경》에서 5역10악(五逆十惡)의 중죄인도 극락에 왕생할 수 있다고 한 것은 이들이 참회할 수 있기 때문이며, 한편 《무량수경》에서 5역(五逆)의 정법 비방자는 극락에 왕생할 수 없다고 한 것은 이들이 전혀 참회할 줄 모르기 때문이라고 주장했는데, 원효의 이러한 주장은 두 경전의 모순을 화쟁하는 것이었다. 이승(二乘)을 이승(二乘)을 정성이승(定性二乘)과 부정성이승(不定性二乘)으로 나누어, 원효는 정성이승이 무여열반(無餘涅槃) 후에 다시 극락에 왕생할 수 있다고 한 반면에 경흥(憬興: 7세기 말)은 정성이승은 다시 극락에 왕생할 수 없다고 하였다. 이로써 신라 정토교학상의 2대 조류가 나타나게 되었다.

## 교관겸수
교관겸수(敎觀兼修)는 해동 천태종(天台宗)의 개조인 고려의 의천(義天: 1055-1101)이 주창한 사상으로, 교(敎)만 닦고 선(禪)을 없애거나 선(禪)만 주장하고 교(敎)를 버리는 것은 완전한 불교가 못되고 교와 선을 함께 닦아야 한다는 사상이다.
고려에서 선종은 태조(太祖: 재위 918-943)의 옹호를 받아 그 세력이 당당하였다. 그러나 현종(顯宗: 재위 1010-1031) 이후에 이르러서는 화엄종(華嚴宗) · 법상종(法相宗) 등의 교종이 세력을 얻어 선종에 대항하였으며, 교종과 선종은 서로의 장점을 주장하고 상대를 배척하기에 이르렀다. 이때 의천은 천태종과 화엄종의 양종을 통화(統和)한 종합적 불교관을 세워 교(敎)와 관(觀)을 겸수하는 것이 불교 수행(修行)의 바른 길이라고 주장하였다. 의천은 교(敎)만 닦고 선(禪)을 없애거나 선(禪)만 주장하고 교(敎)를 버리는 것은 완전한 불교가 못된다고 결론을 내렸다. 이리하여 선 · 교가 자아(自我)만 주장하는 폐단을 타파하고 전(全)불교가 대동단결하는 이론적 체계를 수립하였는데 이 체계가 교관겸수 사상이다. 교관겸수 사상은 조계종의 창시자인 지눌(知訥: 1158-1210)의 정혜쌍수(定慧雙修) 사상과 함께 한국 불교의 전통이 되었다.
의천은 선교(禪敎)의 대립을 융화하고 원효의 화쟁 사상에 이어 통화(統和) 종단을 구현하려고 노력했다. 학문에 있어서 편견을 경계하고 종파의 대립(특히 선과 교의 대립)을 꾸짖었다. 회삼귀일(會三歸一)의 종교적 원리를 곧 국가통화(國家統和)의 민족적 이념에 합치시켰으며, 이론적으로 화엄의 일승(一乘)과 천태의 일승(一乘)은 우주와 인생의 통화(統和)적 이념에 있어서 같다고 하였다. 여기에 선사상(禪思想)까지 귀납시켜 종합일승을 제창하고 교관겸수의 사상을 높이 제창했다.

## 정혜쌍수
정혜쌍수(定慧雙修)는 고려의 승려인 지눌(知訥: 1158-1210)이 제창한 사상으로, 의천의 교관겸수(敎觀兼修) 사상이 교종으로써 선종을 융섭하고자 한 것이라면 정혜쌍수 사상은 선종으로써 교종을 융섭한 것이다. 지눌이 제창한 정혜쌍수를 기반으로 한 돈오점수(敦悟漸修)는 이후 한국 선종의 특유의 종지(宗旨)가 되었다.
지눌은 어느날 6조 혜능(慧能)의 《법보단경(法寶壇經)》을 읽다가 깨달은 바가 있었는데, 그것은 진성(眞性)은 항상 자재(自在)한 것이며 진여(眞如)의 체용(體用)이 곧 정혜(定慧)라는 깨달음이었다. 다음에 《일체경(一切經)》을 열람하다가 이통현(李通玄) 장자의 《화엄론(華嚴論)》을 읽고 화엄원돈지(華嚴圓敦旨)와 선지(禪旨)가 서로 어긋나지 않음을 알았다. 그리고 다시 선어록인 《대혜어록(大慧語錄)》에 의하여 정(定) · 혜(慧)가 함께 중요함을 깨달았다. 이러한 깨달음에 기반하여 지눌은 제1 성적등지문(惺寂等持門) · 제2 원돈신해문(圓頓信解門) · 제3 경절문(徑截門)의 3문을 열어 모든 근기(根機)를 포괄하게 하였다. 즉, 교학자(敎學者)에게는 먼저 화엄론의 입장에서 원돈문으로 들어가게 하고, 선학자(禪學者)에게는 《육조단경》과 《하택지》에 의하여 돈오문으로 들어가게 하며, 점수문에서 어려운 수행의 고비를 지나 여러 가지 병폐를 경험하게 하고, 경절문에서 자성(自性)을 발견하도록 지시하였다.
이와 같이 지눌은 정혜쌍수의 사상으로써 천태 · 화엄 · 선학 등의 모든 종학(宗學)을 포괄하였고, 정혜쌍수의 3문 중 제1문인 성적등지문(惺寂等持門)으로 선승(禪僧)을 가르쳐 인도하고, 제2문인 원돈신해문(圓頓信解門)으로 교승(敎僧)을 가르쳐 인도하고, 제3의 경절문(徑截門)에 이르러서는 선종의 진소식(眞消息)을 밝히게 하였다.

## 무심합도
지눌(知訥: 1158-1210)은 선(禪) 수행의 방법으로 정혜쌍수를 주장하면서 관행자(觀行者)들을 위하여 정혜를 닦는 것 외에 무심합도문(無心合道門)을 주장했다.
지눌은 "무심합도는 정혜에 구애되는 것이 아니다(無心合道者 不爲定慧所拘也)"라고 말하였다. 또한 "무심이란 심체(心體)가 없어서 무심이 아니라, 단지 심중에 물(物)이 없음을 무심이라 하는 것이니, 마치 빈 병이라고 하는 것과 같다. 병 속에 물이 없음을 빈 병이라 하는 것이지 병체가 없음을 공병(空甁)이라고 하는 것이 아니다. … 마음에 일이 없고 일에 마음이 없으면 자연히 허(虛)하되 영(靈)하며 적(寂)하지만 묘(妙)하다. 이것이 심지(心旨)이다(今云無心 非無心體 名爲心也 但心中無物 名曰無心 如言空甁 甁中無物 名曰空甁 非甁無體 名空甁也 … 汝但於心無事 於事無心 自然虛而靈  寂而妙 是此心旨也)."라고 하였으며, "마음이 있으면 불안하지만 마음이 없으면 즐겁다(苦有心 卽不安 無心卽自樂)"라고 하였다. 따라서 정혜의 궁극적인 뜻도 이 무심에 있다고 할 수 있다.

## 돈오점수
돈오점수(頓悟漸修)는 고려의 승려인 지눌(知訥: 1158-1210)이 주창한 사상으로, 수행과 깨달음(각오 · 覺悟)에 있어서 그 차제(次第)와 단계에 관한 문제에 대한 사상이다. 다시 말해서 깨달음이 먼저냐 수행이 먼저냐, 아니면 수행(修行)을 통해 깨달음을 얻는 것이냐, 깨달은 후에 단계적인 수행을 해야 하느냐는 문제에 대한 사상이다.
지눌은 돈오에 대하여, "마음은 본래 깨끗하여 번뇌가 없고, 부처와 조금도 다르지 않으므로 돈오라고 말한다"라고 하였고, 또한 "네가 만일 믿어 의정(疑情)이 대번에 쉬고 장부의 뜻을 내어서 진정한 견해를 발하여 친히 그 맛을 맛보아 스스로 자긍(自肯)하는 데 이르면 곧 수심인(修心人)의 해오처(解悟處)가 되나니 다시 계급과 차제가 없으므로 돈오라고 말한다(初無級漸階次 故云頓悟也)"라고 하였다. 그러나 수행자가 자신의 본성이 부처와 다름이 없음을 깨쳤다 하더라도 무시습기(無始習氣)를 갑자기 버린다는 것은 힘든 일이므로 이 돈오를 기반으로 점차로 수행해야 한다고 지눌은 주장하였다. 이와 같이 하여 점차로 훈화(薰化)되기 때문에 점수(漸修)라고 했다. 마치 얼음이 물인 줄 알았다 하더라도 곧 그것이 얼음이 물로 변한 것은 아니며 열기가 가해져야 비로소 얼음이 물이 되는 것과 같다고 설명하였다. 그러므로 미(迷)로부터 깨치는 것은 돈오요, 점점 성화(聖化)되는 것은 점수라 할 수 있다.

## 돈오돈수
돈오돈수(頓悟頓修)는 현대 한국 불교의 대표적 선승 중의 한 명인 성철이 주장한 선사상이다. 돈오돈수의 문자 그대로의 뜻은 "단박에 깨치고 단박에 닦는다"이다. 성철은 자신의 저서 《선문정로(禪門正路)》에서 남종선의 조사 육조 혜능의 사상은 돈오돈수이며 지금까지 한국 선종의 수행 전통으로 여겨온 보조국사 지눌의 돈오점수(頓悟漸修: 단박에 깨치고 점차로 닦는다)는 육조 혜능의 종지를 제대로 잇지 못한 것이라 하였다.

## 같이 보기
- 한국 불교의 역사

## 참고 문헌
- 장휘옥, "원효는 왜 定性二乘의 왕생을 부정했는가" 보관됨 2016-06-13 - 웨이백 머신. 2011년 3월 7일에 확인.